# Omar Almeida Quintana
Omar Almeida Quintana, nació en La Habana, provincia de La Habana, el 28 de octubre de 1981. Es un Gran Maestro Internacional de ajedrez cubano.

## Resultados destacados en competición
Fue campeón del Capablanca in Memoriam, grupo mixto, año 1999, campeón del Torneo internacionale Andrés Clemente Vázquez año 2000, campeón del Tomás Jiménez en Ciego de Ávila, año 2001, campeón del Capablanca in memoriam, grupo Premier 1 año 2001, campeón del Torneo Guillermo Garcia in memoriam, grupo 1 año 2001.
Participa habitualmente en competiciones en España, y en particular, el Campeonato de Cataluña por equipos, con la Sociedad Coral Colón de Sabadell.
Fue campeón del Abierto de Moncada y Reixach año 2006, campeón del Abierto Málaga año 2008, campeón del Cerrado de Canovellas año 2008, campeón de rápidas individual de Cataluña año 2009, campeón de Abierto de Badalona año 2009.
En 2010 empató a primero con Azer Mirzoev en el XVIII Torneo internacional ciudad de Albacete.
En junio de 2011 ganó el IV Torneo abierto internacional Mollet del Vallés, memorial Ezequiel Martín Pérez.